# 53. Międzynarodowy Festiwal Filmowy w Berlinie
53. Międzynarodowy Festiwal Filmowy w Berlinie odbył się w dniach 6–16 lutego 2003 roku. Imprezę otworzył pokaz amerykańskiego musicalu Chicago w reżyserii Roba Marshalla. W konkursie głównym zaprezentowano 22 filmy pochodzące z 12 różnych krajów.
Jury pod przewodnictwem kanadyjskiego reżysera Atoma Egoyana przyznało nagrodę główną festiwalu, Złotego Niedźwiedzia, brytyjskiemu filmowi Na tym świecie w reżyserii Michaela Winterbottoma. Drugą nagrodę w konkursie głównym, Srebrnego Niedźwiedzia – Grand Prix Jury, przyznano amerykańskiej komedii Adaptacja w reżyserii Spike’a Jonze’a.
Honorowego Złotego Niedźwiedzia za całokształt twórczości odebrała francuska aktorka Anouk Aimée. W ramach festiwalu odbyła się retrospektywa twórczości niemieckiego reżysera Friedricha Wilhelma Murnau.

## Członkowie jury

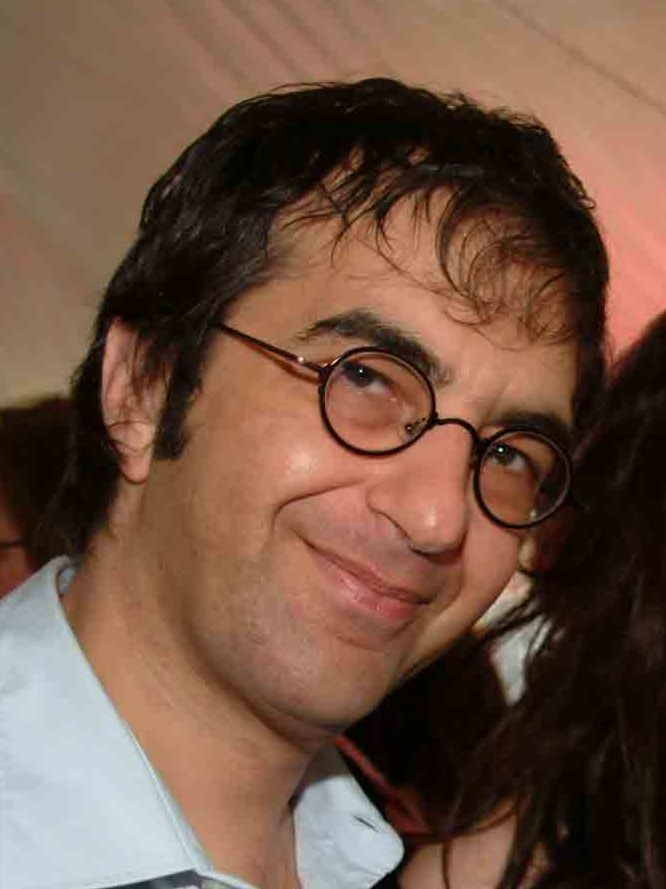
Przewodniczący jury konkursu głównego Atom Egoyan.

### Konkurs główny
- Atom Egoyan, kanadyjski reżyser – przewodniczący jury[4]
- Humbert Balsan, francuski producent filmowy
- Kathryn Bigelow, amerykańska reżyserka
- Anna Galiena, włoska aktorka
- Martina Gedeck, niemiecka aktorka
- Geoffrey Gilmore, dyrektor Sundance Film Festival
- Abderrahmane Sissako, mauretański reżyser

## Selekcja oficjalna

### Otwarcie i zamknięcie festiwalu
|             | Tytuł              | Reżyseria       | Kraj produkcji    |
| ----------- | ------------------ | --------------- | ----------------- |
| Otwierający | Chicago            | Rob Marshall    | Stany Zjednoczone |
| Zamykający  | Gangi Nowego Jorku | Martin Scorsese | Stany Zjednoczone |

### Konkurs główny
Następujące filmy zostały wyselekcjonowane do udziału w konkursie głównym o Złotego Niedźwiedzia i Srebrne Niedźwiedzie:
| Tytuł polski                | Tytuł oryginalny                           | Reżyseria             | Kraj produkcji    |
| --------------------------- | ------------------------------------------ | --------------------- | ----------------- |
| 25. godzina                 | 25th Hour                                  | Spike Lee             | Stany Zjednoczone |
| Adaptacja                   | Adaptation                                 | Spike Jonze           | Stany Zjednoczone |
| Tajemnica Aleksandry        | Alexandra’s Project                        | Rolf de Heer          | Australia         |
| Strach                      | Der alte Affe Angst                        | Oskar Roehler         | Niemcy            |
| Niebezpieczny umysł         | Confessions of a Dangerous Mind            | George Clooney        | Stany Zjednoczone |
| Madame Brouette             | L’extraordinaire destin de Madame Brouette | Moussa Sene Absa      | Senegal           |
| Kwiaty zła                  | La fleur du mal                            | Claude Chabrol        | Francja           |
| Good bye, Lenin!            | Good Bye Lenin!                            | Wolfgang Becker       | Niemcy            |
| Godziny                     | The Hours                                  | Stephen Daldry        | Stany Zjednoczone |
| Na tym świecie              | In This World                              | Michael Winterbottom  | Wielka Brytania   |
| Nie boję się                | Io non ho paura                            | Gabriele Salvatores   | Włochy            |
| Tak, siostro! Nie, siostro! | Ja zuster, nee zuster                      | Pieter Kramer         | Holandia          |
| Światła                     | Lichter                                    | Hans-Christian Schmid | Niemcy            |
| Życie za życie              | The Life of David Gale                     | Alan Parker           | Stany Zjednoczone |
| Blind Shaft                 | 盲井 Mang jing                             | Li Yang               | Chiny             |
| Moje życie beze mnie        | My Life Without Me                         | Isabel Coixet         | Kanada            |
| Drobne rany                 | Petites coupures                           | Pascal Bonitzer       | Francja           |
| Części zamienne             | Rezervni deli                              | Damjan Kozole         | Słowenia          |
| Solaris                     | Solaris                                    | Steven Soderbergh     | Stany Zjednoczone |
| Jego brat                   | Son frère                                  | Patrice Chéreau       | Francja           |
| Samuraj – Zmierzch          | たそがれ清兵衛 Tasogare Seibei             | Yōji Yamada           | Japonia           |
| Hero                        | 英雄 Ying xiong                            | Zhang Yimou           | Chiny             |

### Pokazy pozakonkursowe
Następujące filmy zostały wyświetlone na festiwalu w ramach pokazów pozakonkursowych:
| Tytuł polski           | Tytuł oryginalny               | Reżyseria               | Kraj produkcji    |
| ---------------------- | ------------------------------ | ----------------------- | ----------------- |
| Ararat                 | Ararat                         | Atom Egoyan             | Kanada            |
| Babi Jar               | Babij Jar                      | Jeff Kanew              | Niemcy            |
| Chicago                | Chicago                        | Rob Marshall            | Stany Zjednoczone |
| Gangi Nowego Jorku     | Gangs of New York              | Martin Scorsese         | Stany Zjednoczone |
| Wszystko dla miłości   | It’s All About Love            | Thomas Vinterberg       | Dania             |
| Polana pośród brzeziny | La petite prairie aux bouleaux | Marceline Loridan Ivens | Francja           |
| Trzy dni w deszczu     | Three Days of Rain             | Michael Meredith        | Stany Zjednoczone |
| Wilbur chce się zabić  | Wilbur Wants to Kill Himself   | Lone Scherfig           | Dania             |
| Pociąg                 | 周漁的火車 Zhou Yu de huo che  | Sun Zhou                | Chiny             |

## Laureaci nagród

### Konkurs główny
Złoty Niedźwiedź
- Na tym świecie, reż. Michael Winterbottom

Srebrny Niedźwiedź – Nagroda Grand Prix Jury
- Adaptacja, reż. Spike Jonze

Srebrny Niedźwiedź dla najlepszego reżysera
- Patrice Chéreau – Jego brat

Srebrny Niedźwiedź dla najlepszej aktorki
- Nicole Kidman,  Julianne Moore i  Meryl Streep – Godziny

Srebrny Niedźwiedź dla najlepszego aktora
- Sam Rockwell – Niebezpieczny umysł

Srebrny Niedźwiedź za najlepszą muzykę
- Maadu Diabaté,  Serge Fiori i  Majoly – Madame Brouette

Srebrny Niedźwiedź za wybitne osiągnięcie artystyczne
- Li Yang za reżyserię i scenariusz filmu Blind Shaft

Nagroda im. Alfreda Bauera za innowacyjność
- Zhang Yimou – Hero

### Konkurs filmów krótkometrażowych
Złoty Niedźwiedź dla najlepszego filmu krótkometrażowego
- Skręt, reż. Stefan Arsenijević

### Pozostałe nagrody
Nagroda FIPRESCI
- Światła, reż. Hans-Christian Schmid

Nagroda Jury Ekumenicznego
- Na tym świecie, reż. Michael Winterbottom

Honorowy Złoty Niedźwiedź za całokształt twórczości
- Anouk Aimée